# 火雞肉

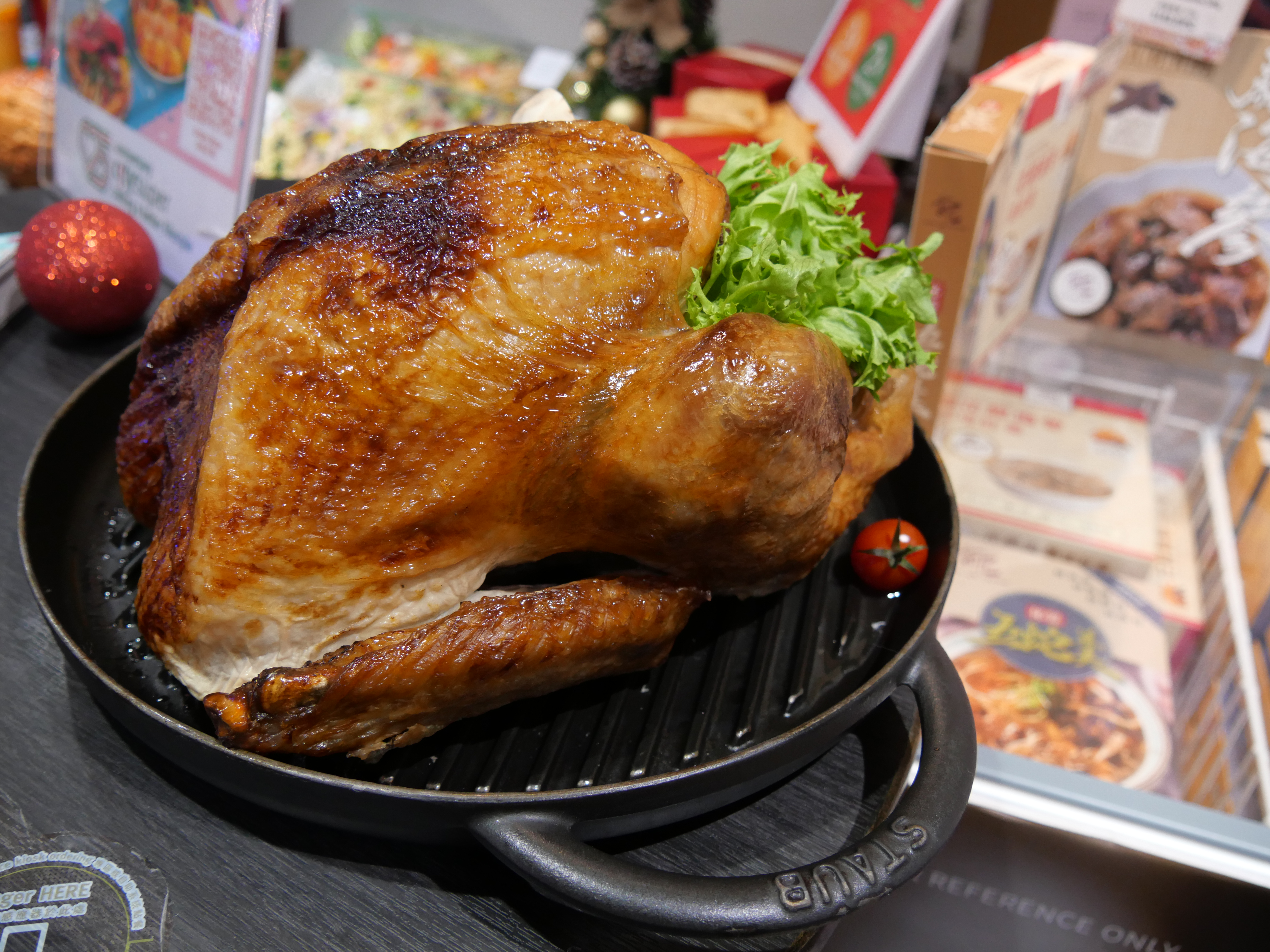
一隻烤火雞，美國感恩節傳統餐點。

火雞肉，肉品來源通常是馴化的火雞。火雞肉不只是在感恩節、耶誕節或跨年夜等特殊節日佔有文化上的重要性，平常日也是很受歡迎的禽肉食品。

## 製作與生產
有整隻販售的火雞，也有將火雞切片或做成絞肉販售。冷凍全雞也很常見。火雞肉片常用於製作三明治或冷盤；有時候可以用來代替雞肉。火雞絞肉與牛絞肉類似，商人常以火雞肉比牛肉健康行銷火雞絞肉。大眾常認為如果烹調不當，火雞肉會比其它禽肉（如雞或鴨）乾澀。
野生火雞與養殖火雞其實是同一品種，但吃起來卻大不相同。大多數的肉屬於「紅肉」（即使雞胸也一樣），風味也比較強烈。季節也是影響雞肉風味因素，因為每個季節的糧食組成有差異，例如夏末的野生火雞會吃比較多的昆蟲，因此這個時期的野味較重。野生火雞主要以草和穀物為食，風味較溫和。較古老的馴養品種風味也不一樣。
火雞肉大多都經過食品加工。煙燻的火雞肉製成火雞肉火腿或火雞肉培根，大眾多認為比豬肉培根更健康。扭成螺旋狀的油炸火雞肉「turkey twizzlers」在2004年因主廚傑米‧奧利佛的倡導活動而聲名大噪，他在英國致力於將這類食物從學校午餐中去除。
火雞蛋不像雞蛋常見於市面上，因為對於整隻火雞的需求量較高，而火雞蛋的產量低於其它禽類（雞、鴨或鵪鶉）。一顆火雞蛋價格大約3.50美元左右，幾乎是一打雞蛋的價錢。

## 文化傳統

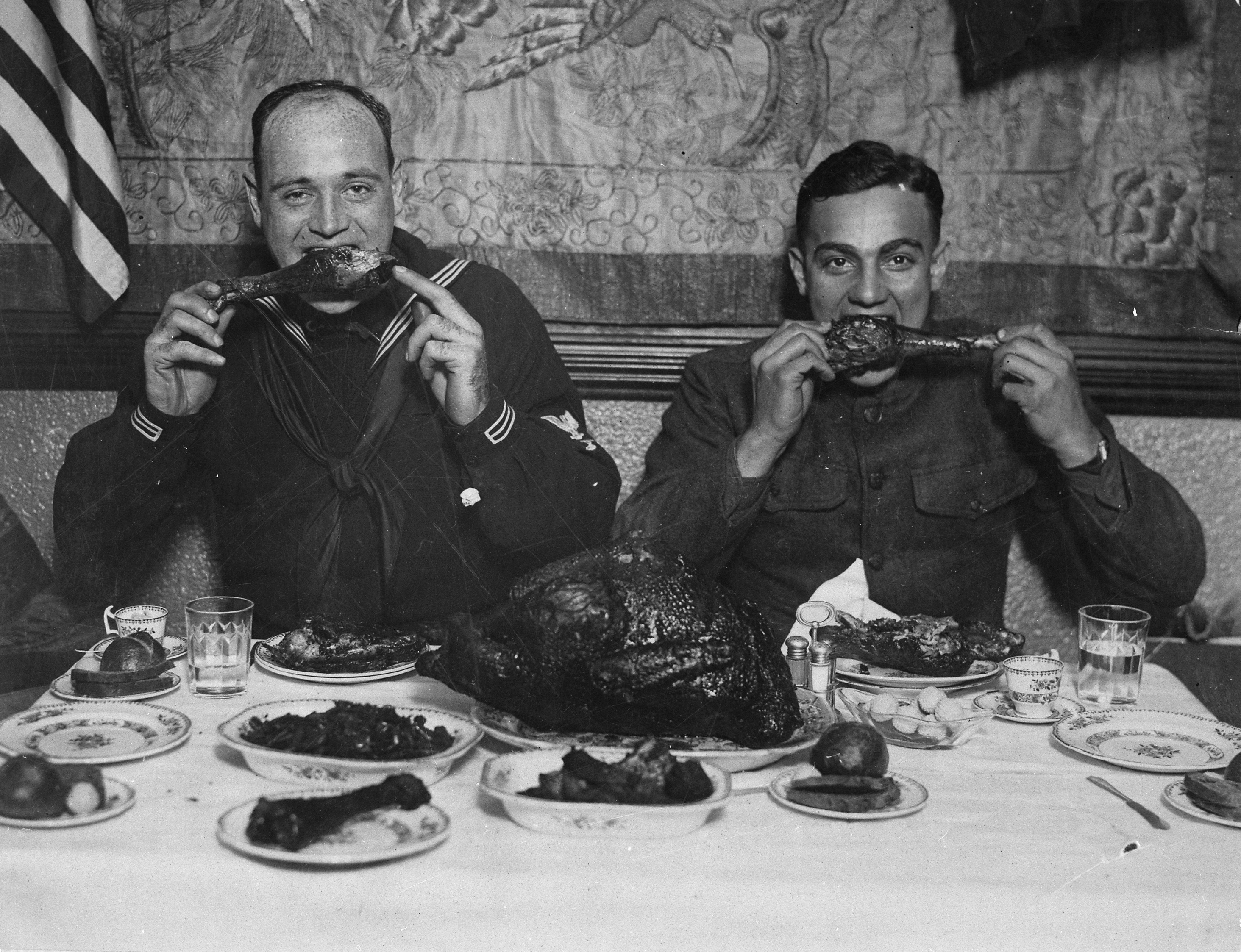
美國軍人在第一次世界大戰結束後的感恩節大餐中享用火雞。

傳統上火雞是美國和加拿大感恩節，或其它地區耶誕大餐（常是填料火雞）的主菜。早在16世紀的英格蘭就有食用火雞的紀錄。20世紀之前，豬肋排是北美洲節日最常見的食物，因為通常在十一月宰殺。火雞原本在野外很常見，整年都可以吃得到，因此被視為日常菜餚，但豬肋排幾乎只有在感恩節至新年期間才吃得到。 耶誕節吃火雞的傳統在17世紀傳遍英格蘭， 當時的工人將其改為鵝肉，一直到維多利亞時代都是烤肉主流。
2009年英國耶誕節當日的火雞消費量是 7,734,000隻。
搭配巧克力辣椒醬（mole sauce）的火雞被視為墨西哥國菜。

## 烹調

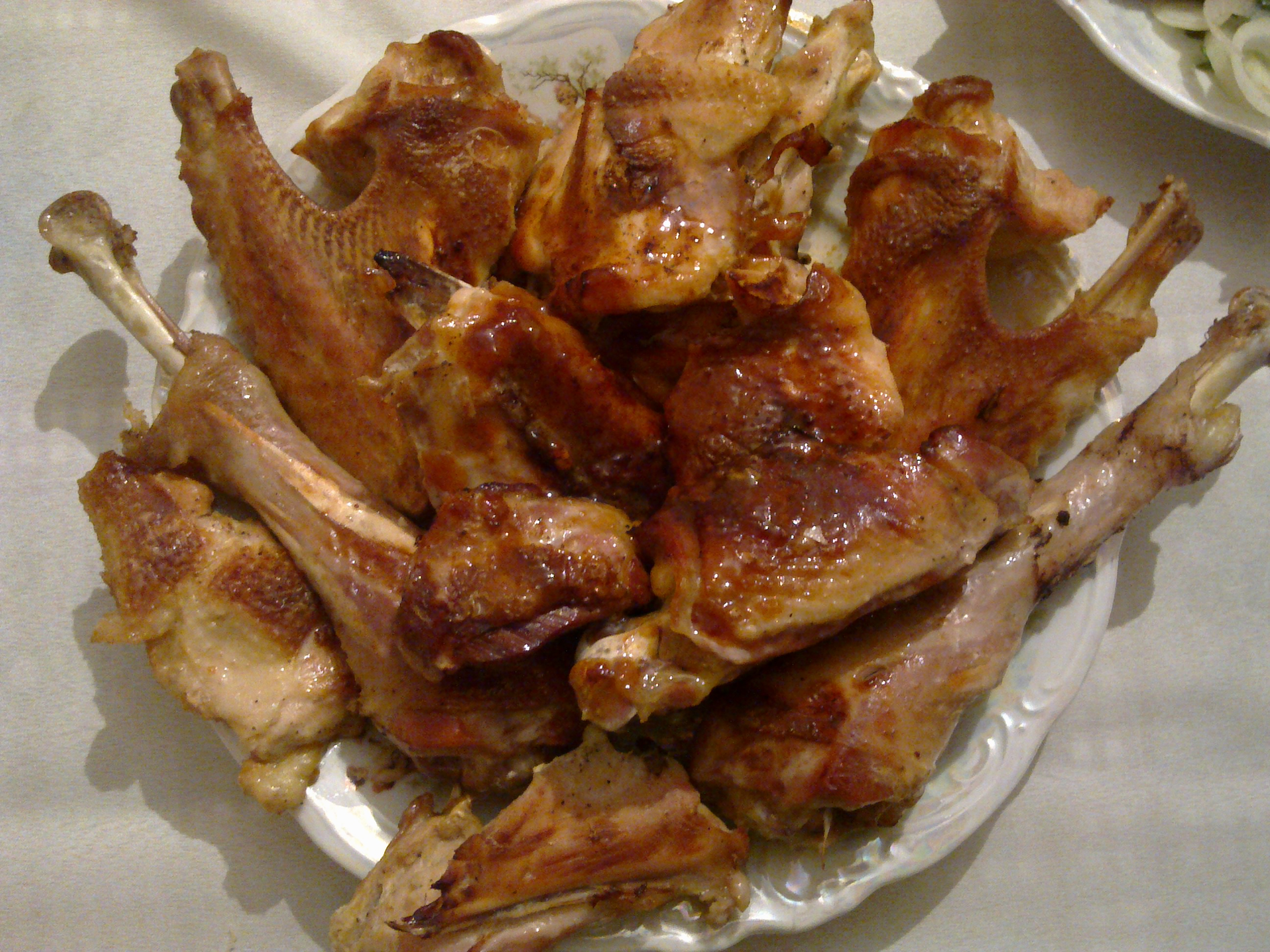
烤火雞

新鮮或冷凍火雞都可以用於烹調；跟其他食物一樣，即使比較昂貴，偏好新鮮火雞的人還是比較多。節日期間，新鮮火雞的需求量很高，如果沒有事先預訂恐怕很難買到。大隻的冷凍火雞通常做為食用火雞，最困難的是解凍：要花好幾天才能解凍一隻普通大小的火雞。
火雞通常用烤箱烘烤數小時，趁烤的時候準備其它餐點。有時候為了促進風味和濕潤度，火雞會先鹽漬再烤。較高的溫度才能使紅肉的肌紅蛋白變性（白肉的肌紅蛋白含量極低），因此全熟的紅肉通常都比較乾澀。鹽漬可以使紅肉就算煮熟了也不會那麼乾。有時候火雞會在腿骨或其它骨頭末端加上裝飾（紙製裝飾或稱「booties」）。
某些地區，特別是美國南部會用火雞炸爐以油炸（通常用花生油）方式烹調火雞，火雞在油鍋裡炸30至45分鐘。油炸火雞也成為一種流行，但是必須要小心處理大量熱油，否則後果可能不堪設想。另外當地有把整隻去骨的雞鴨和填入火雞腹中一同烤製的食法，稱為火鴨雞。

### 營養價值

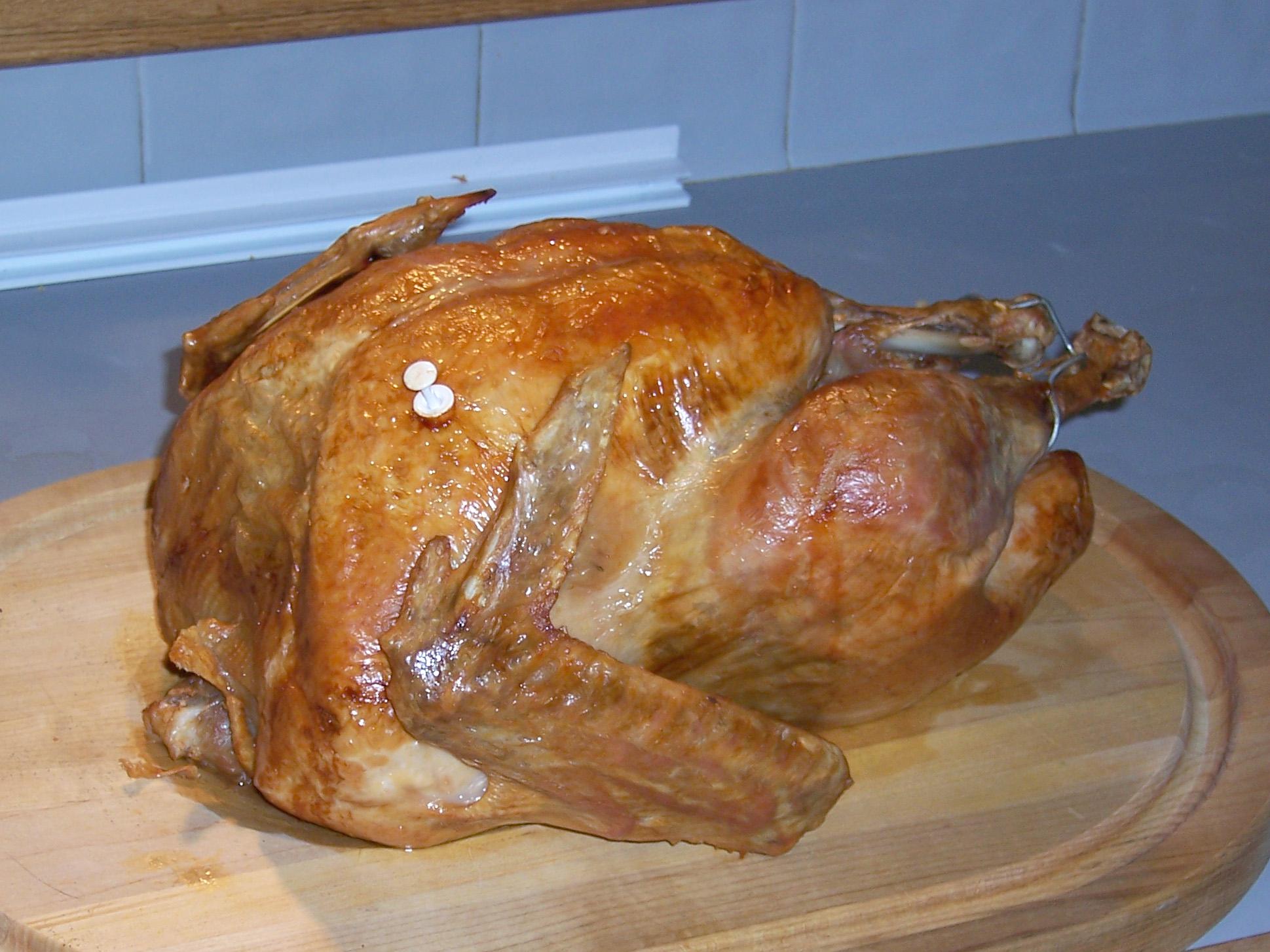
烤火雞肉

火雞肉的蛋白質含量較其它肉類高。一般都認為火雞的白肉比紅肉更健康，因為白肉飽和脂肪含量低，但其實營養差異不大。人們常說火雞肉會讓人昏昏欲睡，其實節日大餐的餐點常見大份量的碳水化合物、脂肪和酒精，再加上輕鬆的氣氛都是造成飯後嗜睡的因素，這遠比火雞肉中的色胺酸能造成影響大得多。 第二次世界大戰後，進口的便宜火雞屁股，在薩摩亞開始流行。 但是這個部位太肥，造成太平洋地區的肥胖率提高。為打擊肥胖，2007至2013年間禁止進口火雞屁股，此後為了符合世界貿易組織的要求，火雞屁股才重回薩摩亞市場。
| 肉                   | 蛋白質 (100 g) |
| -------------------- | -------------- |
| 沙樂美腸             | 13.0           |
| 豬肉香腸（烤）       | 13.3           |
| 牛絞肉               | 23.1           |
| 烤雞肉               | 24.8           |
| 烤豬背肉培根（瘦肉） | 25.3           |
| 烤火雞               | 28.0           |

## 配菜

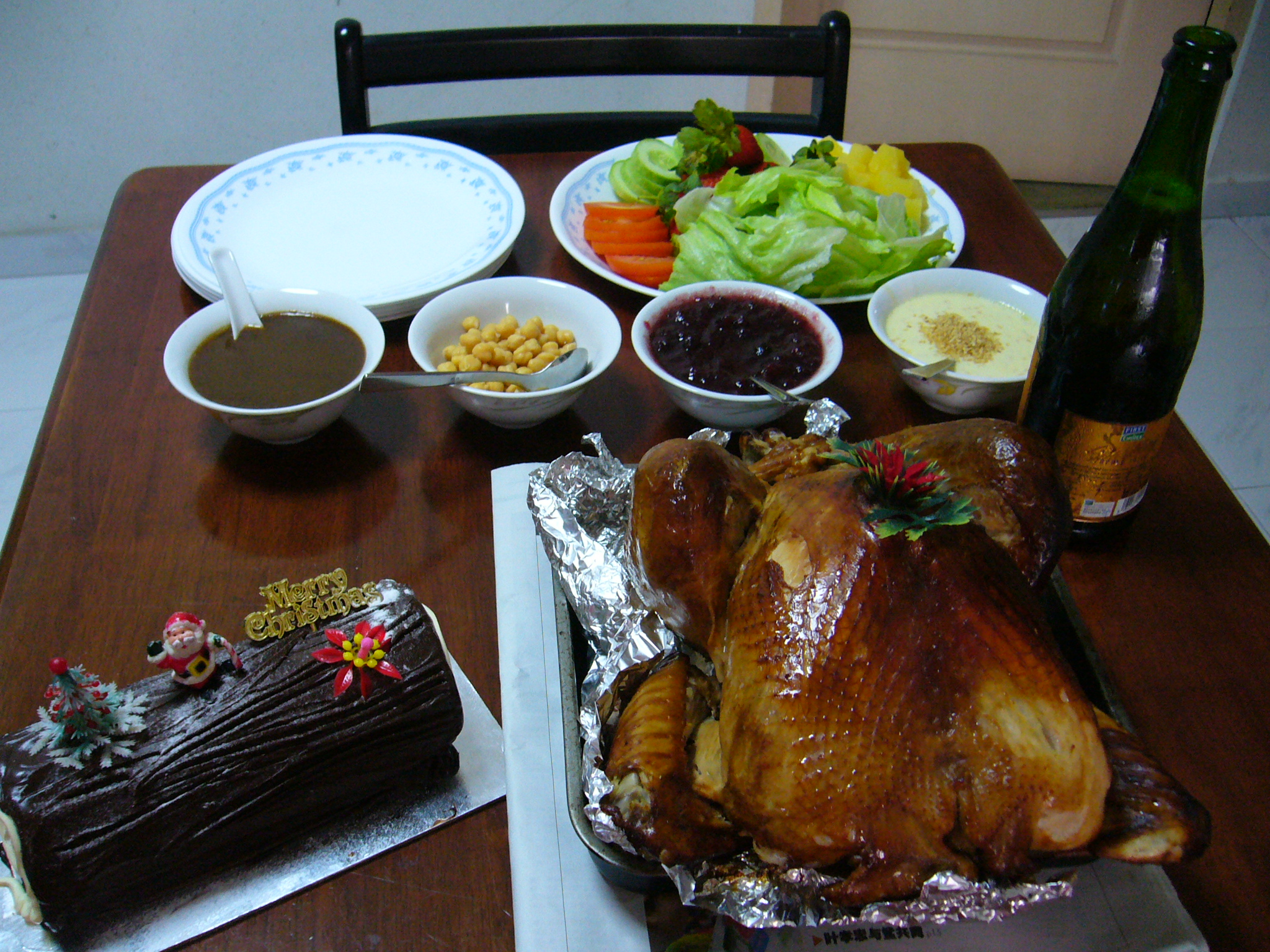
烤火雞配沙拉、醬汁、氣泡果汁及聖誕樹幹蛋糕。

美國和加拿大的感恩節，火雞通常是含有填料或將配料放在旁邊，搭配蔓越莓醬和肉汁。 常見的配菜有：馬鈴薯泥、整隻玉米、四季豆、南瓜和番薯。甜點則通常是派，特別是南瓜、蘋果或山核桃做的派。
英國在耶誕節食用的火雞通常會跟冬季蔬菜一起上桌，如：烤馬鈴薯、球芽甘藍和歐防風。蔓越莓醬是英國北部鄉村地區的傳統醬料，該區剛好是野生蔓越莓的產地。南邊或都市地區較不容易取得蔓越莓，通常用麵包醬（bread sauce），不過現在也可以買到蔓越莓醬，因此越來越多人搭配蔓越莓醬。有時候會用培根包香腸肉、直布羅陀腸或肝臟當做配菜，多稱為培根捲（bacon rolls）或豬包毯（pigs in blankets）。
節日期間，填料（stuffing）也稱為配料（dressing）跟火雞一起上桌是傳統。填料有很多種類：燕麥、栗子、鼠尾草和洋蔥（調味麵包）、玉米麵包及香腸都是最傳統的。填料可以直接塞進火雞裡（也是stuffing這個名稱的由來），也可以另外烹調，以配菜方式上桌。